# Alicia Rhett
Mary Alicia Rhett (* 1. Februar 1915 in Savannah, Georgia; † 3. Januar 2014 in Charleston, South Carolina) war eine amerikanische Schauspielerin.

## Leben
Nach dem Tod ihres Vaters im Ersten Weltkrieg zog Alicia Rhett mit ihrer Mutter nach Charleston, South Carolina, wo sie eine Theaterschauspielerin wurde. Während einer Aufführung des Stücks Lady Windermeres Fächer wurde sie von George Cukor für den Film Vom Winde verweht entdeckt und zog nach Hollywood. Ursprünglich war sie eine Kandidatin für die Rolle der Melanie Hamilton, die Rolle erhielt jedoch Olivia de Havilland. Stattdessen wurde Alicia Rhett in der Rolle der India Wilkes, der Schwester von Ashley Wilkes (gespielt von Leslie Howard), besetzt. 
Nach dem großen Erfolg von Vom Winde verweht bekam Alicia Rhett zahlreiche Angebote für andere Produktionen, die sie jedoch ablehnte. Sie trat nie wieder in einem Film oder am Theater auf. Stattdessen begann sie als Malerin von Porträts und Skizzen zu arbeiten. Sie illustrierte eine Reihe von Büchern, unter anderem South Carolina Indians von Beth Causey und Leila Darby, und fertigte unter anderem Porträts von Louis E. Denfeld und Alexandra Ripley, der Autorin der Vom-Winde-verweht-Fortsetzung Scarlett. Zudem arbeitete sie bei einer Radiostation. Sie kehrte in ihre Heimat nach Charleston zurück, wo sie zuletzt in einem Altersheim lebte. 
Alicia Rhett war nie verheiratet und hatte keine Kinder.